# Akani Songsermsawad
Akani Songsermsawad (taj. ซันนี่ อรรคนิธิ์ ส่งเสริมสวัสดิ์ ur. 10 września 1995 w Bangkoku), lepiej znany jako Sunny Akani – tajski snookerzysta.

## Kariera

### Wczesna kariera
Akani, który regularnie bierze udział w amatorskich zawodach tajskiego snookera od 2011 po raz pierwszy zwrócił na siebie uwagę świata, pokonując profesjonalistę Matthew Selta 5–2 w Mistrzostwach Świata w snookerze na sześciu czerwonych w 2008.

### 2015–2017
W 2015 roku wygrał Mistrzostwa Azji ACBS do lat 21 w snookerze, pokonując w finale Yuana Sijuna 6–4, dzięki czemu otrzymał dwuletnią kartę na profesjonalny World Snooker Tour na sezony 2015/16 i 2016/17. Jego pierwszy występ w kwalifikacjach do turnieju rankingowego miał miejsce podczas Mistrzostw Świata w 2016 r., gdzie w pierwszej rundzie przegrał z rodakiem Thepchaiyą Un-Noohem wynikiem 9-10.
Akani zakwalifikował się do Indian Open 2016, pokonując Bena Woollastona 4–3, a następnie Jamiego Burnetta 4–1, Marka Davisa 4–2 i Gary’ego Wilsona 4–2 (mecz rozpoczął breakiem 104), docierając tym samym do ćwierćfinału pierwszego turnieju rankingowego, w jakim się pojawił. Objął prowadzenie 2–1 nad Kyrenem Wilsonem, ale ostatecznie przegrał 2-4. Przegrał także w ćwierćfinale nierankingowego turnieju Six-red World Championship 4-7 ze Stuartem Binghamem. Podczas turnieju Northern Ireland Open Akani wyeliminował Cao Yupenga 4–1 i Marka Davisa 4–3, a w trzeciej rundzie przegrał z Wilsonem 2-4. Zakwalifikował się do German Masters, pokonując Graeme’a Dotta i Jacka Lisowskiego, ale w pierwszej rundzie uległ Zhao Xintongowi 0-5. Zabrakło mu jednego zwycięstwa, by zagrać w Mistrzostwach Świata, pokonując Mei Xiwena 10–5 i Joe Perry’ego 10–9, ale został pokonany 3-10 przez Davida Grace’a. Akani nie zdołał przebić się do pierwszej 64. pozycji w rankingu podczas dwuletniego pobytu w tourze, ale utrzymał się w nim zajmując pierwsze miejsce w rankingu jednorocznym.

### 2017–2018
W 2017 roku rozpoczął sezon podobnie jak w roku poprzednim. Dotarł do 1/8 finału Indian Open 2017, pokonując Scotta Donaldsona, Stephena Maguire’a i Dominica Dale’a, zanim przegrał 2-4 z Liamem Highfieldem. Podczas rundy kwalifikacyjnej do turnieju World Open 2017 stoczył zacięty mecz z Liang Wenbo, przegrywając 4-5–4, mimo że prowadził 2–0 i 4–2, zdobywając dwa kolejne breaki stupunktowe (101 i 119), ale przegrał decydujący frame. Podczas International Championship 2017 przegrywał 0-2, 1-3 i 2-4, ale wygrał ostatnie 4 frejmy, pokonując Marco Fu wynikiem 6–4. w drugiej przegrał z Martinem O’Donnellem 5–6, mimo prowadzenia 5–2.
Podczas UK Championship w 2017 roku Akani pokonał trzech wyżej rozstawionych zawodników, pokonując Fergala O’Briena 6–5, Michaela Holta 6–4 i byłego wicemistrza świata Barry’ego Hawkinsa 6–0. W 1/8 finału Akani trafił na Ronniego O’Sullivana, ale przegrał mecz 5-6. Po meczu O’Sullivan stwierdził, że jego zdaniem Akani „zasłużył na zwycięstwo” i „czuł, że pozbawił go zwycięstwa”.
W kolejnych zawodach, Scottish Open 2017, Akani przegrał w pierwszej rundzie z Jimmym White’em 1-4.

### 2018–2019
Akani nie zakwalifikował się do pierwszego turnieju rankingowego sezonu, przegrywając 3-4 z Oliverem Linesem w rundzie kwalifikacyjnej Riga Masters 2018. Pokonał Fana Zhengyi 6–5 i zakwalifikował się do World Open 2018, gdzie w pierwszej rundzie uległ Barry’emu Hawkinsowi 2-5. Akani dotarł do półfinału nierankingowego turnieju Haining Open 2018, gdzie uległ Li Hangowi 2-4. Następnie przeszedł do fazy pucharowej nierankingowych Mistrzostw Świata na sześciu czerwonych, przechodząc fazę grupową i zajmując drugie miejsce w grupie E, pokonując Jimmy’ego Robertsona i Mohameda Khairy'ego i przegrywając ze zwycięzcą grupy Dingiem Junhui. W fazie pucharowej pokonał Stephena Maguire’a i Mohammeda Shehaba 6–5 i dotarł do półfinału, w którym przegrał 5-7 z późniejszym mistrzem Kyrenem Wilsonem.
Po nieudanej próbie zakwalifikowania się do Indian Open i European Masters, kolejnym turniejem rankingowym Akaniego było China Championship 2018, gdzie przegrał 5–3 w pierwszej rundzie z Markiem Selbym, który później wygrał turniej. Podczas turnieju English Open 2018 pokonał rozstawionego z numerem 8 Kyrena Wilsona 4–3, a następnie przegrał 0-4 z Anthonym McGillem w drugiej rundzie. Akani pokonał Soheila Vahediego 6–5 i zakwalifikował się do International Championship, gdzie pokonał Marka Williamsa 6–3 i Zhou Yuelonga 6–4, docierając do trzeciej rundy, w której przegrał 4-6 z Alim Carterem. Zwycięstwo 4–0 nad Fan Zhengyi w pierwszej rundzie turnieju Northern Ireland Open 2018 umożliwiło mu rywalizację w drugiej rundzie z Xiao Guodongiem, w której przegrał 3-4.
Akani ponownie zaprezentował się dobrze na UK Championship w 2018 r., pokonując Edena Sharava i Jamesa Cahilla 6–5, a także wygrywając 6–2 z Jakiem Jonesem i tym samym po raz drugi z rzędu awansował do 1/8 finału, gdzie przegrał 2-6 ze Stuartem Binghamem. Jego kolejne zwycięstwo w turnieju rankingowym miało miejsce w turnieju Shoot-Out, gdzie pokonał Lyu Haotiana i Billy’ego Joe Castle’a, po czym przegrał w trzeciej rundzie z amatorem Ryanem Daviesem. Akani zakończył sezon nie kwalifikując się do Mistrzostw Świata 2019, przegrywając w drugiej rundzie kwalifikacji 5-10 z Robertem Milkinsem. Sezon zakończył na 52. miejscu w światowym rankingu snookera.

### 2021–2022
W lipcu Akani zaraził się COVID-19, ale nie musiał rezygnować z udziału w żadnych wydarzeniach. Jednak w wywiadzie udzielonym po przegranej w turnieju European Masters w 2022 r. ujawnił, że ma długą infekcję COVID-19 i nie był w stanie trenować dłużej niż kilka minut, podczas gdy zwykle spędzałby przy stole bilardowym tyle, ile mógł. Doprowadziło to do znacznego spadku formy w całym sezonie 2021/22, co ostatecznie doprowadziło do jego spadku z ligi.

### 2024
Akani odzyskał status profesjonalisty, docierając do finału pierwszego turnieju Q School Azja i Oceania 2024.

## Występy w turniejach w karierze
| Ranking                      | [ i ]         | [ ii ]        | 91            | [ iii ]       | 66            | 52            | 52            | 57            | [ i ]         | [ ii ]        |               |               |               |               |               |               |               |               |               |               |               |               |               |               |               |               |
| Turnieje rankingowe          |               |               |               |               |               |               |               |               |               |               |               |               |               |               |               |               |               |               |               |               |               |               |               |               |               |               |
| Championship League          | nierankingowy | nierankingowy | nierankingowy | nierankingowy | nierankingowy | nierankingowy | RR            | RR            | A             | A             |               |               |               |               |               |               |               |               |               |               |               |               |               |               |               |               |
| Xi'an Grand Prix             | nie rozegrano | nie rozegrano | nie rozegrano | nie rozegrano | nie rozegrano | nie rozegrano | nie rozegrano | nie rozegrano | nie rozegrano | 2R            |               |               |               |               |               |               |               |               |               |               |               |               |               |               |               |               |
| Saudi Arabia Masters         | nie rozegrano | nie rozegrano | nie rozegrano | nie rozegrano | nie rozegrano | nie rozegrano | nie rozegrano | nie rozegrano | nie rozegrano | 2R            |               |               |               |               |               |               |               |               |               |               |               |               |               |               |               |               |
| English Open                 | nie rozegrano | nie rozegrano | 2R            | 3R            | 2R            | 2R            | 2R            | 2R            | A             | A             |               |               |               |               |               |               |               |               |               |               |               |               |               |               |               |               |
| British Open                 | nie rozegrano | nie rozegrano | nie rozegrano | nie rozegrano | nie rozegrano | nie rozegrano | nie rozegrano | 1R            | A             | 2R            |               |               |               |               |               |               |               |               |               |               |               |               |               |               |               |               |
| Wuhan Open                   | nie rozegrano | nie rozegrano | nie rozegrano | nie rozegrano | nie rozegrano | nie rozegrano | nie rozegrano | nie rozegrano | nie rozegrano | 1R            |               |               |               |               |               |               |               |               |               |               |               |               |               |               |               |               |
| Northern Ireland Open        | nie rozegrano | nie rozegrano | 3R            | 3R            | 2R            | 1R            | 2R            | 1R            | A             | A             |               |               |               |               |               |               |               |               |               |               |               |               |               |               |               |               |
| International Championship   | NH            | A             | 1R            | 2R            | 3R            | 1R            | nie rozegrano | nie rozegrano | nie rozegrano | LQ            |               |               |               |               |               |               |               |               |               |               |               |               |               |               |               |               |
| UK Championship              | A             | A             | 1R            | 4R            | 4R            | 2R            | 2R            | 2R            | A             | LQ            |               |               |               |               |               |               |               |               |               |               |               |               |               |               |               |               |
| Shoot Out                    | NH            | NR            | 2R            | QF            | 3R            | 3R            | 3R            | 1R            | A             | A             |               |               |               |               |               |               |               |               |               |               |               |               |               |               |               |               |
| Scottish Open                | nie rozegrano | nie rozegrano | 2R            | 1R            | 1R            | 1R            | 3R            | 1R            | A             | A             |               |               |               |               |               |               |               |               |               |               |               |               |               |               |               |               |
| German Masters               | NH            | A             | 1R            | LQ            | LQ            | 2R            | LQ            | LQ            | A             | LQ            |               |               |               |               |               |               |               |               |               |               |               |               |               |               |               |               |
| Welsh Open                   | A             | A             | 1R            | 3R            | 1R            | 1R            | 2R            | LQ            | A             | A             |               |               |               |               |               |               |               |               |               |               |               |               |               |               |               |               |
| World Open                   | A             | NH            | LQ            | LQ            | 1R            | 3R            | nie rozegrano | nie rozegrano | nie rozegrano | 1R            |               |               |               |               |               |               |               |               |               |               |               |               |               |               |               |               |
| World Grand Prix             | NH            | DNQ           | DNQ           | DNQ           | DNQ           | DNQ           | DNQ           | DNQ           | DNQ           | DNQ           |               |               |               |               |               |               |               |               |               |               |               |               |               |               |               |               |
| Players Championship         | NH            | DNQ           | DNQ           | DNQ           | DNQ           | DNQ           | DNQ           | DNQ           | DNQ           | DNQ           |               |               |               |               |               |               |               |               |               |               |               |               |               |               |               |               |
| Tour Championship            | nie rozegrano | nie rozegrano | nie rozegrano | nie rozegrano | DNQ           | DNQ           | DNQ           | DNQ           | DNQ           | DNQ           |               |               |               |               |               |               |               |               |               |               |               |               |               |               |               |               |
| World Championship           | A             | LQ            | LQ            | LQ            | LQ            | LQ            | LQ            | LQ            | A             | LQ            |               |               |               |               |               |               |               |               |               |               |               |               |               |               |               |               |
| Dawne turnieje rankingowe    |               |               |               |               |               |               |               |               |               |               |               |               |               |               |               |               |               |               |               |               |               |               |               |               |               |               |
| Shanghai Masters             | A             | A             | LQ            | 2R            | nierankingowy | nierankingowy | nie rozegrano | nie rozegrano | nie rozegrano | NR            |               |               |               |               |               |               |               |               |               |               |               |               |               |               |               |               |
| Indian Open                  | nie rozegrano | nie rozegrano | QF            | 3R            | LQ            | nie rozegrano | nie rozegrano | nie rozegrano | nie rozegrano | nie rozegrano | nie rozegrano | nie rozegrano | nie rozegrano | nie rozegrano | nie rozegrano | nie rozegrano | nie rozegrano | nie rozegrano | nie rozegrano | nie rozegrano | nie rozegrano | nie rozegrano | nie rozegrano | nie rozegrano | nie rozegrano |               |
| China Open                   | A             | A             | LQ            | LQ            | LQ            | nie rozegrano | nie rozegrano | nie rozegrano | nie rozegrano | nie rozegrano | nie rozegrano | nie rozegrano | nie rozegrano | nie rozegrano | nie rozegrano | nie rozegrano | nie rozegrano | nie rozegrano | nie rozegrano | nie rozegrano | nie rozegrano | nie rozegrano | nie rozegrano | nie rozegrano | nie rozegrano |               |
| Riga Masters                 | NH            | MR            | LQ            | A             | LQ            | A             | nie rozegrano | nie rozegrano | nie rozegrano | nie rozegrano | nie rozegrano | nie rozegrano | nie rozegrano | nie rozegrano | nie rozegrano | nie rozegrano | nie rozegrano | nie rozegrano | nie rozegrano | nie rozegrano | nie rozegrano | nie rozegrano | nie rozegrano | nie rozegrano | nie rozegrano | nie rozegrano |
| China Championship           | nie rozegrano | nie rozegrano | NR            | A             | 1R            | 1R            | nie rozegrano | nie rozegrano | nie rozegrano | nie rozegrano | nie rozegrano | nie rozegrano | nie rozegrano | nie rozegrano | nie rozegrano | nie rozegrano | nie rozegrano | nie rozegrano | nie rozegrano | nie rozegrano | nie rozegrano | nie rozegrano | nie rozegrano | nie rozegrano | nie rozegrano | nie rozegrano |
| WST Pro Series               | nie rozegrano | nie rozegrano | nie rozegrano | nie rozegrano | nie rozegrano | nie rozegrano | 2R            | nie rozegrano | nie rozegrano | nie rozegrano |               |               |               |               |               |               |               |               |               |               |               |               |               |               |               |               |
| Turkish Masters              | nie rozegrano | nie rozegrano | nie rozegrano | nie rozegrano | nie rozegrano | nie rozegrano | nie rozegrano | LQ            | nie rozegrano | nie rozegrano |               |               |               |               |               |               |               |               |               |               |               |               |               |               |               |               |
| Gibraltar Open               | NH            | MR            | A             | A             | A             | A             | 2R            | A             | nie rozegrano | nie rozegrano |               |               |               |               |               |               |               |               |               |               |               |               |               |               |               |               |
| European Masters             | nie rozegrano | nie rozegrano | LQ            | LQ            | LQ            | LQ            | 1R            | 3R            | A             | NH            |               |               |               |               |               |               |               |               |               |               |               |               |               |               |               |               |
| Dawne turnieje nierankingowe |               |               |               |               |               |               |               |               |               |               |               |               |               |               |               |               |               |               |               |               |               |               |               |               |               |               |
| Haining Open                 | A             | MR            | A             | A             | SF            | A             | NH            | A             | nie rozegrano | nie rozegrano |               |               |               |               |               |               |               |               |               |               |               |               |               |               |               |               |
| Six-red World Championship   | RR            | RR            | QF            | 2R            | SF            | RR            | nie rozegrano | nie rozegrano | RR            | NH            |               |               |               |               |               |               |               |               |               |               |               |               |               |               |               |               |

1. 1 2  Był amatorem.
2. 1 2  Nowi gracze w Tourze nie mają rankingu.
3. ↑  Gracze, którzy zakwalifikowali się z jednorocznego rankingu zaczynają sezon bez punktów rankingowych.

| Legenda tabeli wyników              | Legenda tabeli wyników       | Legenda tabeli wyników                     | Legenda tabeli wyników                                                              | Legenda tabeli wyników                     | Legenda tabeli wyników                     |
| ----------------------------------- | ---------------------------- | ------------------------------------------ | ----------------------------------------------------------------------------------- | ------------------------------------------ | ------------------------------------------ |
| LQ                                  | odpadnięcie w kwalifikacjach | #R                                         | odpadnięcie we wczesnej fazie turnieju (WR = runda dzikich kart, RR = faza grupowa) | QF                                         | przegrana w ćwierćfinale                   |
| SF                                  | przegrana w półfinale        | F                                          | przegrana w finale                                                                  | W                                          | zwycięstwo                                 |
| DNQ                                 | nie zakwalifikował/a się     | A                                          | nie brał/a udziału                                                                  | WD                                         | zrezygnował/a w trakcie turnieju           |
| Legenda oznaczeń w tabelach wyników |                              |                                            |                                                                                     |                                            |                                            |
| NH / Nie roz.                       | NH / Nie roz.                | Turniej nie odbył się.                     | Turniej nie odbył się.                                                              | Turniej nie odbył się.                     | Turniej nie odbył się.                     |
| NR / Nie-rank.                      | NR / Nie-rank.               | Turniej nie był zaliczany jako rankingowy. | Turniej nie był zaliczany jako rankingowy.                                          | Turniej nie był zaliczany jako rankingowy. | Turniej nie był zaliczany jako rankingowy. |
| R / Rank.                           | R / Rank.                    | Turniej był zaliczany jako rankingowy.     | Turniej był zaliczany jako rankingowy.                                              | Turniej był zaliczany jako rankingowy.     | Turniej był zaliczany jako rankingowy.     |
| MR / Minor-Rank.                    | MR / Minor-Rank.             | Turniej był zaliczany jako minor ranking.  | Turniej był zaliczany jako minor ranking.                                           | Turniej był zaliczany jako minor ranking.  | Turniej był zaliczany jako minor ranking.  |

## Finały w karierze

### Finały Pro-am: 1 (0-1)
| Rezultat  |    | Rok  | Turniej                             | Przeciwnik       | Wynik |
| --------- | -- | ---- | ----------------------------------- | ---------------- | ----- |
| Finalista | 1. | 2023 | Igrzyska Azji Południowo-Wschodniej | Thor Chuan Leong | 1–4   |

### Finały amatorskie: 1 (1-0)
| Rezultat  |    | Rok  | Turniej                    | Przeciwnik | Wynik |
| --------- | -- | ---- | -------------------------- | ---------- | ----- |
| Zwycięzca | 1. | 2015 | Mistrzostwa Azji do lat 21 | Yuan Sijun | 6–4   |